# Llista d'arbres monumentals d'Osona
Llista d'arbres i arbredes monumentals protegits com a patrimoni cultural de Catalunya pel seu valor monumental, històric o científic.
| Nom                                                      | Protecció                                                                      | Espècie / estat                              | Alçària x volt del canó x capçada | Localització                                                                                     | Codi         | Imatge |
| -------------------------------------------------------- | ------------------------------------------------------------------------------ | -------------------------------------------- | --------------------------------- | ------------------------------------------------------------------------------------------------ | ------------ | --- |
| Ginebró de Casademont                                    | AM 1988                                                                        | Juniperus oxycedrus En decandiment           | 10,0 x 3,48 x 12,0                | El Brull Casademont 41° 49′ 04″ N, 2° 17′ 34″ E / 41.81782°N,2.29286°E                           | MA-24.026.01 | {{ca\|Ginebró de Casademont (el Brull)}} · {{WLE-AD-ES\|MA-24.026.01}} · {{Object location dec\|41.81782\|2.29286\|region:ES-CT_type:landmark_source:cawiki}} · [[Categoria:Ginebró de Casademont]]                      |
| Alzina de Masjoan                                        | AM 1992                                                                        | Quercus ilex subsp. ilex Normal              | 29,5 x 3,12 x 16,3                | Espinelves Masjoan 41° 51′ 49″ N, 2° 24′ 24″ E / 41.86364°N,2.40654°E                            | MA-24.063.01 | {{ca\|Alzina de Masjoan (Espinelves)}} · {{WLE-AD-ES\|MA-24.063.01}} · {{Object location dec\|41.86364\|2.40654\|region:ES-CT_type:landmark_source:cawiki}} · [[Categoria:Alzina de Masjoan]]                            |
| Til·ler de Masjoan                                       | AM 1992                                                                        | Tilia platyphyllos Normal                    | 30,5 x 2,95 x 21,9                | Espinelves Masjoan 41° 52′ 10″ N, 2° 24′ 33″ E / 41.86951°N,2.40916°E                            | MA-24.063.02 | {{ca\|Til·ler de Masjoan (Espinelves)}} · {{WLE-AD-ES\|MA-24.063.02}} · {{Object location dec\|41.86951\|2.40916\|region:ES-CT_type:landmark_source:cawiki}} · [[Categoria:Til·ler de Masjoan]]                          |
| Auró de Masjoan                                          | AM 1992                                                                        | Acer campestre Mort 1996, amb restes         | 18,5 x 2,45 x 14,2                | Espinelves Masjoan 41° 52′ 12″ N, 2° 24′ 33″ E / 41.86998°N,2.40912°E                            | MA-24.063.03 | {{ca\|Auró de Masjoan (Espinelves)}} · {{WLE-AD-ES\|MA-24.063.03}} · {{Object location dec\|41.86998\|2.40912\|region:ES-CT_type:landmark_source:cawiki}} · [[Categoria:Auró de Masjoan]]                                |
| Teix de Masjoan                                          | AM 1992                                                                        | Taxus baccata Normal                         | 17,5 x 1,95 x 15,1                | Espinelves Masjoan 41° 52′ 10″ N, 2° 24′ 35″ E / 41.86955°N,2.40960°E                            | MA-24.063.04 | {{ca\|Teix de Masjoan (Espinelves)}} · {{WLE-AD-ES\|MA-24.063.04}} · {{Object location dec\|41.86955\|2.40960\|region:ES-CT_type:landmark_source:cawiki}} · [[Categoria:Teix de Masjoan]]                                |
| Castanyer d'Índia de Masjoan                             | AM 1992                                                                        | Aesculus hippocastanum Mort 2005, amb restes | 23,0 x 3,55 x 12,2                | Espinelves Masjoan 41° 52′ 12″ N, 2° 24′ 32″ E / 41.87000°N,2.40902°E                            | MA-24.063.05 | {{ca\|Castanyer d'Índia de Masjoan (Espinelves)}} · {{WLE-AD-ES\|MA-24.063.05}} · {{Object location dec\|41.87000\|2.40902\|region:ES-CT_type:landmark_source:cawiki}} · [[Categoria:Castanyer d'Índia de Masjoan]]      |
| Avet de Masjoan                                          | AM 1992                                                                        | Abies alba Normal                            | 39,0 x 3,00 x 16,3                | Espinelves Masjoan 41° 52′ 14″ N, 2° 24′ 46″ E / 41.87044°N,2.41279°E                            | MA-24.063.06 | {{ca\|Avet de Masjoan (Espinelves)}} · {{WLE-AD-ES\|MA-24.063.06}} · {{Object location dec\|41.87044\|2.41279\|region:ES-CT_type:landmark_source:cawiki}} · [[Categoria:Avet de Masjoan]]                                |
| Sequoia de Masjoan                                       | AM 1992                                                                        | Sequoiadendron giganteum Normal              | 38,0 x 5,89 x 18,9                | Espinelves Masjoan 41° 52′ 14″ N, 2° 24′ 44″ E / 41.87053°N,2.41214°E                            | MA-24.063.07 | {{ca\|Sequoia de Masjoan (Espinelves)}} · {{WLE-AD-ES\|MA-24.063.07}} · {{Object location dec\|41.87053\|2.41214\|region:ES-CT_type:landmark_source:cawiki}} · [[Categoria:Sequoia de Masjoan]]                          |
| Cedre de Masjoan                                         | AM 1992                                                                        | Cedrus atlantica Normal                      | 36,5 x 3,66 x 20,0                | Espinelves Masjoan 41° 52′ 11″ N, 2° 24′ 49″ E / 41.86978°N,2.41361°E                            | MA-24.063.08 | {{ca\|Cedre de Masjoan (Espinelves)}} · {{WLE-AD-ES\|MA-24.063.08}} · {{Object location dec\|41.86978\|2.41361\|region:ES-CT_type:landmark_source:cawiki}} · [[Categoria:Cedre de Masjoan]]                              |
| Roure del Pla del Call, o Roure del Bac de Collsacabra   | AM 1988 EIN Collsacabra                                                        | Quercus pubescens Normal                     | 18,0 x 3,45 x 27,5                | Rupit i Pruit El Bac, Pruit 42° 02′ 38″ N, 2° 26′ 05″ E / 42.04398°N,2.43481°E                   | MA-24.903.01 | {{ca\|Roure del Pla del Call (Rupit i Pruit)}} · {{WLE-AD-ES\|MA-24.903.01}} · {{Object location dec\|42.04398\|2.43481\|region:ES-CT_type:landmark_source:cawiki}} · [[Categoria:Roure del Pla del Call]]               |
| Roure de la Senyora o Roure del Vilar                    | AM 1988                                                                        | Quercus pubescens Normal                     | 15,0 x 4,00 x 29,3                | Sant Boi de Lluçanès El Vilar 42° 03′ 57″ N, 2° 09′ 02″ E / 42.06597°N,2.15063°E                 | MA-24.201.01 | {{ca\|Roure de la Senyora (Sant Boi de Lluçanès)}} · {{WLE-AD-ES\|MA-24.201.01}} · {{Object location dec\|42.06597\|2.15063\|region:ES-CT_type:landmark_source:cawiki}} · [[Categoria:Roure de la Senyora]]              |
| Fageda de la Grevolosa                                   | AM 1991, DM previst EIN Serres de Milany-Santa Magdalena i Puigsacalm-Bellmunt | Fagus sylvatica (sp. principal) Normal       | 41,0 x 4,97 x 24,5                | Sant Pere de Torelló La Grevolosa, Vall del Ges 42° 06′ 18″ N, 2° 22′ 31″ E / 42.1050°N,2.3754°E | MA-24.233.01 | {{ca\|Fageda de la Grevolosa (Sant Pere de Torelló)}} · {{WLE-AD-ES\|MA-24.233.01}} · {{Object location dec\|42.1050\|2.3754\|region:ES-CT_type:forest_dim:500_source:cawiki}} · [[Categoria:Fageda de la Grevolosa]]    |
| Roure de Carboneres                                      | AM 1988                                                                        | Quercus pubescens Mort 1997, sense restes    | 18,0 x 4,52 x 21,2                | Santa Maria de Corcó Carboneres 42° 01′ 59″ N, 2° 21′ 33″ E / 42.03294°N,2.35922°E               | MA-24.254.01 | {{ca\|Roure de Carboneres (Santa Maria de Corcó)}} · {{WLE-AD-ES\|MA-24.254.01}} · {{Object location dec\|42.03294\|2.35922\|region:ES-CT_type:landmark_source:cawiki}} · [[Categoria:Roure de Carboneres]]              |
| Pinsap del Sors                                          | AM 1997                                                                        | Abies pinsapo Normal                         | 31,5 x 3,65 x 13,8                | Seva El Sors 41° 50′ 24″ N, 2° 16′ 55″ E / 41.839930°N,2.281942°E                                | MA-24.269.01 | {{ca\|Pinsap del Sors (Seva)}} · {{WLE-AD-ES\|MA-24.269.01}} · {{Object location dec\|41.839930\|2.281942\|region:ES-CT_type:landmark_source:cawiki}} · [[Categoria:Pinsap del Sors]]                                    |
| Cuprés de Can Vives                                      | AM 2000                                                                        | Cupressus macrocarpa Normal                  | 27,5 x 5,52 x 17,0                | Seva Can Vives 41° 50′ 28″ N, 2° 17′ 00″ E / 41.84100°N,2.28329°E                                | MA-24.269.02 | {{ca\|Cuprés de Can Vives (Seva)}} · {{WLE-AD-ES\|MA-24.269.02}} · {{Object location dec\|41.84100\|2.28329\|region:ES-CT_type:landmark_source:cawiki}} · [[Categoria:Cuprés de Can Vives]]                              |
| Alzina del Pujol                                         | AM 1988                                                                        | Quercus ilex subsp. ilex Normal              | 16,0 x 5,35 x 21,4                | Taradell El Pujol 41° 52′ 36″ N, 2° 18′ 06″ E / 41.87660°N,2.30177°E                             | MA-24.278.01 | {{ca\|Alzina del Pujol (Taradell)}} · {{WLE-AD-ES\|MA-24.278.01}} · {{Object location dec\|41.87660\|2.30177\|region:ES-CT_type:landmark_source:cawiki}} · [[Categoria:Alzina del Pujol]]                                |
| Plàtan de la Font Gran                                   | AM 1990                                                                        | Platanus x hispanica Normal                  | 34,0 x 4,15 x -                   | Taradell Font Gran 41° 52′ 38″ N, 2° 17′ 12″ E / 41.87718°N,2.28669°E                            | MA-24.278.02 | {{ca\|Plàtan de la Font Gran (Taradell)}} · {{WLE-AD-ES\|MA-24.278.02}} · {{Object location dec\|41.87718\|2.28669\|region:ES-CT_type:landmark_source:cawiki}} · [[Categoria:Plàtan de la Font Gran]]                    |
| Alzina de Masgrau                                        | AM 1988                                                                        | Quercus ilex subsp. ilex Normal              | 17,3 x 4,63 x 20,5                | Tavèrnoles Masgrau 41° 56′ 44″ N, 2° 21′ 09″ E / 41.94565°N,2.35244°E                            | MA-24.275.01 | {{ca\|Alzina de Masgrau (Tavèrnoles)}} · {{WLE-AD-ES\|MA-24.275.01}} · {{Object location dec\|41.94565\|2.35244\|region:ES-CT_type:landmark_source:cawiki}} · [[Categoria:Alzina de Masgrau]]                            |
| Roures Grossos de la Carrera                             | AM 1988                                                                        | Dos Quercus pubescens En decandiment         | 20,0 x 4,27 x 22,9                | Vic La Carrera, la Guixa 41° 53′ 44″ N, 2° 13′ 03″ E / 41.89556°N,2.21760°E                      | MA-24.298.01 | {{ca\|Roures Grossos de la Carrera (Vic)}} · {{WLE-AD-ES\|MA-24.298.01}} · {{Object location dec\|41.89556\|2.21760\|region:ES-CT_type:landmark_source:cawiki}} · [[Categoria:Roures Grossos de la Carrera]]             |
| Faig del Pla Petit de Fontcoberta, o Faig de Fontcoberta | AM 1992                                                                        | Fagus sylvatica Normal                       | 27,5 x 5,05 x 26,3                | Vidrà Fontcoberta, Siuret 42° 09′ 17″ N, 2° 20′ 06″ E / 42.15473°N,2.33503°E                     | MA-24.212.01 | {{ca\|Faig del Pla Petit de Fontcoberta (Vidrà)}} · {{WLE-AD-ES\|MA-24.212.01}} · {{Object location dec\|42.15473\|2.33503\|region:ES-CT_type:landmark_source:cawiki}} · [[Categoria:Faig del Pla Petit de Fontcoberta]] |
| Faig de Can Font                                         | AM 1992 EIN Serres de Milany-Santa Magdalena i Puigsacalm-Bellmunt             | Fagus sylvatica Normal                       | 27,5 x 4,73 x 22,8                | Vidrà Can Font, Siuret 42° 08′ 42″ N, 2° 20′ 26″ E / 42.14497°N,2.34060°E                        | MA-24.212.02 | {{ca\|Faig de Can Font (Vidrà)}} · {{WLE-AD-ES\|MA-24.212.02}} · {{Object location dec\|42.14497\|2.34060\|region:ES-CT_type:landmark_source:cawiki}} · [[Categoria:Faig de Can Font]]                                   |
| Roure de la Creu de l'Arç                                | AM 1997                                                                        | Quercus pubescens Normal                     | 18,0 x 4,20 x 23,8                | Vidrà Creu de l'Arç 42° 07′ 29″ N, 2° 18′ 50″ E / 42.12464°N,2.31390°E                           | MA-24.212.03 | {{ca\|Roure de la Creu de l'Arç (Vidrà)}} · {{WLE-AD-ES\|MA-24.212.03}} · {{Object location dec\|42.12464\|2.31390\|region:ES-CT_type:landmark_source:cawiki}} · [[Categoria:Roure de la Creu de l'Arç]]                 |
| Sequoia roja del Noguer                                  | AM 1990                                                                        | Sequoia sempervirens Normal                  | 37,0 x 4,97 x 21,5                | Viladrau El Noguer 41° 50′ 21″ N, 2° 23′ 23″ E / 41.83923°N,2.38966°E                            | MA-24.320.01 | {{ca\|Sequoia roja del Noguer (Viladrau)}} · {{WLE-AD-ES\|MA-24.320.01}} · {{Object location dec\|41.83923\|2.38966\|region:ES-CT_type:landmark_source:cawiki}} · [[Categoria:Sequoia roja del Noguer]]                  |
| Avet noble del Noguer                                    | AM 1990                                                                        | Abies procera Mort 2002, amb restes          | 38,0 x 3,14 x 10,2                | Viladrau El Noguer 41° 50′ 22″ N, 2° 23′ 24″ E / 41.83952°N,2.39005°E                            | MA-24.320.02 | {{ca\|Avet noble del Noguer (Viladrau)}} · {{WLE-AD-ES\|MA-24.320.02}} · {{Object location dec\|41.83952\|2.39005\|region:ES-CT_type:landmark_source:cawiki}} · [[Categoria:Avet noble del Noguer]]                      |
| Sequoia del Noguer                                       | AM 1990                                                                        | Sequoiadendron giganteum Normal              | 29,0 x 6,72 x 15,5                | Viladrau El Noguer 41° 50′ 21″ N, 2° 23′ 23″ E / 41.83914°N,2.38970°E                            | MA-24.320.03 | {{ca\|Sequoia del Noguer (Viladrau)}} · {{WLE-AD-ES\|MA-24.320.03}} · {{Object location dec\|41.83914\|2.38970\|region:ES-CT_type:landmark_source:cawiki}} · [[Categoria:Sequoia del Noguer]]                            |
| Avet de Numídia del Noguer                               | AM 1990                                                                        | Abies numidica Normal                        | 34,5 x 3,00 x 15,1                | Viladrau El Noguer 41° 50′ 23″ N, 2° 23′ 25″ E / 41.83965°N,2.39018°E                            | MA-24.320.04 | {{ca\|Avet de Numídia del Noguer (Viladrau)}} · {{WLE-AD-ES\|MA-24.320.04}} · {{Object location dec\|41.83965\|2.39018\|region:ES-CT_type:landmark_source:cawiki}} · [[Categoria:Avet de Numídia del Noguer]]            |
| Castanyer de les Nou Branques                            | AM previst                                                                     | Castanea sativa Normal                       | 24,5 x 7,35 x 18,2                | Viladrau La Vila 41° 50′ 04″ N, 2° 23′ 38″ E / 41.834547°N,2.393899°E                            | MA-24.320.05 | {{ca\|Castanyer de les Nou Branques (Viladrau)}} · {{WLE-AD-ES\|MA-24.320.05}} · {{Object location dec\|41.834547\|2.393899\|region:ES-CT_type:landmark_source:cawiki}} · [[Categoria:Castanyer de les Nou Branques]]    |
| Sequoia de Tortadès, o Bella Antònia                     | AM 1990 EIN les Guilleries                                                     | Sequoiadendron giganteum Normal              | 48,0 x 6,34 x 16,0                | Vilanova de Sau Tortadès 41° 53′ 57″ N, 2° 26′ 19″ E / 41.89927°N,2.43853°E                      | MA-24.303.01 | {{ca\|Sequoia de Tortadès (Vilanova de Sau)}} · {{WLE-AD-ES\|MA-24.303.01}} · {{Object location dec\|41.89927\|2.43853\|region:ES-CT_type:landmark_source:cawiki}} · [[Categoria:Sequoia de Tortadès]]                   |

## Llegenda i glossari
- Protecció:
  - AM: arbre monumental (i any de declaració)
  - DM: arbreda monumental
  - EIN: espai d'interès natural
- Dimensions, en metres:
  - Alçària total
  - Volt o perímetre del canó a 1,3 m
  - Capçada: diàmetre de l'amplada mitjana a nivell i perpendicular

Quan es tracta d'un conjunt d'arbres monumentals, s'indiquen les dimensions i la localització del primer catalogat.